# Huta Wysowska
Huta Wysowska – przysiółek wsi Wysowa-Zdrój w Polsce, położony w województwie małopolskim, w powiecie gorlickim, w gminie Uście Gorlickie.
W latach 1975–1998 przysiółek administracyjnie należał do województwa nowosądeckiego.
Przysiółek położony jest w Beskidzie Niskim na północny zachód od Wysowej.
Na terenie wsi znajdowała się studencka baza namiotowa SKPB Rzeszów, jednak w roku 2006 została zlikwidowana.
Szlaki piesze
- Bordiów Wierch (755 m n.p.m.) – Ropki – Huta Wysowska – Wysowa – Przełęcz Regetowska (646 m n.p.m.)